# 密爱
《密爱》（：／ Milae）是一部2002年上映的韓國爱情片。

## 剧情介紹
一个家庭主妇知道丈夫有外遇后，搬出家庭，而后自己也耐不住寂寞找到一个医生做了情人。两对家庭由此产生的一系列纠缠不清的故事。

## 演員陣容
- 金侖珍 饰演 明媛
- 李鍾原 饰演 英裘
- 桂成龍
- 金敏京
- 尹多京
- 荷承里
- 金正泰

### 特別出演
- 孫炳昊
- 李蕙敬

## 外部連結
- NAVER電影（页面存档备份，存于）